# Psammoecus andrewesi
Psammoecus andrewesi es una especie de coleóptero de la familia Silvanidae.

## Distribución geográfica
Habita en Indonesia.